# 阿尔考辛
阿尔考辛，是西班牙安达卢西亚自治区马拉加省的一个市镇。 总面积45平方公里，总人口1540人（2001年），人口密度34人/平方公里。